# 메가넷
메가넷(Meganet)은 광케이블과 위성을 통해 전 세계를 하나로 묶는 정보고속도로를 말한다. 전 세계에서 디지털 신경망을 깔아 시간과 공간을 초월해 지구의 모든 사람을 연결한다는 것이 기본 개념이다. 메가넷의 하부구조인 전자거미줄은 지하 케이블 형태로 건설되고 있으며, 영국에서 지중해와 인도양, 태평양을 거쳐 일본에 이르기까지 26만 5천km가 광섬유로 연결된다. 인터넷이 메가넷 발전의 중추적 역할을 하고 있으며 지구상 어디서나 정보를 전달할 수 있게 하는 통신위성도 메가넷 발전의 중요한 요소로 평가받고 있다. 메가넷 구축작업은 가상공간을 선정하는 21세기 국가간 패권경쟁의 양상을 띠며 전 세계로 확대되고 있다.